# Antonio Rotta
Pour les articles homonymes, voir Antonio Rotta (homonymie).
Antonio Rotta, né le 28 février 1828 à Gorizia et mort le 10 ou 11 septembre 1903 à Venise, est un peintre italien, principalement de scènes de genre.

## Biographie
Antonio Rotta, né le 28 février 1828 à Gorizia,  est le fils d'Antonio Lodovico Rotta et de Gioseffa Stubel, qui dirigeaient un lieu connu sous le nom de Caffè Pedocio, dans le quartier de Corno, Antonio Rotta a appris les premiers rudiments de la peinture auprès de Vincenzo Cristofoletti. Cependant, ce n'est que grâce à l'intérêt et au soutien financier de Carlo de Catinelli, ancien officier de l'armée et mécène de quelques jeunes artistes de Gorizia comme Giuseppe Battig, que le jeune peintre a pu s'inscrire à l'Académie des Beaux-Arts de Venise, où il arrive en 1841, et commence à suivre les cours d'Odorico Politi et de Ludovico Lipparini, rencontrant Angiolina, fille de Lattanzio Querena, qu'il finit par épouser.
Rotta poursuit ses études à l’Académie des beaux-arts de Venise sous Ludovico Lipparini. Ses premières peintures de genre de scènes vénitiennes sont suivies par un certain nombre de peintures religieuses et d'histoire, parmi lesquelles Titien instruisant Irene di Spilimbergo. Il revient à la peinture de genre, et  produit beaucoup de scènes de la vie vénitienne, comportant souvent des enfants, dont l'un des plus connus est Le Cordonnier.
À l'occasion de sa Biennale de 1932 et avec l'approbation de la commission artistique composée d'Italico Ottone, d'Elio Zorzi et de Domenico Varagnolo, la ville de Venise souhaite exposer dans une section dédiée avec une mention spéciale, les œuvres posthumes d'Antonio Rotta, pour célébrer les trente ans de la Biennale de Venise, avec l'intention de commémorer le caractère intime de la peinture vénitienne de la fin du XIXe siècle, considérée comme un moment très important de l'histoire de l'art à travers le monde.
Beaucoup de ses œuvres ont été vendues à l'étranger. En 1891, il expose à Berlin.
Rotta, marié à une fille de Lattanzio Querena, a un fils, le peintre Silvio Giulio Rotta.
Il meurt le 11 septembre 1903 à Venise.
Rotta est présent dans les collections de nombreuses familles royales et de la haute noblesse du monde, dont celui du roi d'Italie Victor-Emmanuel III, et de l'empereur du Mexique Ferdinando Massimiliano de Habsbourg qui en 1857 acheta l'œuvre Festa di Santa Marta.

## Marché de l'art
Lors d'une vente aux enchères Sotheby's à Londres en 2001, Une fête de l'eau vénitienne Antonio Rotta (Una festa Veneziana, 1863), une huile sur toile, vendue 158 000 euros plus les frais de vente.

## Œuvres
- En 1845, Antonio Rotta est peint son œuvre intitulée Méditation à Venise (en italien Meditazione), une peinture à l'huile sur toile ovale.
- Défaite à la régate.

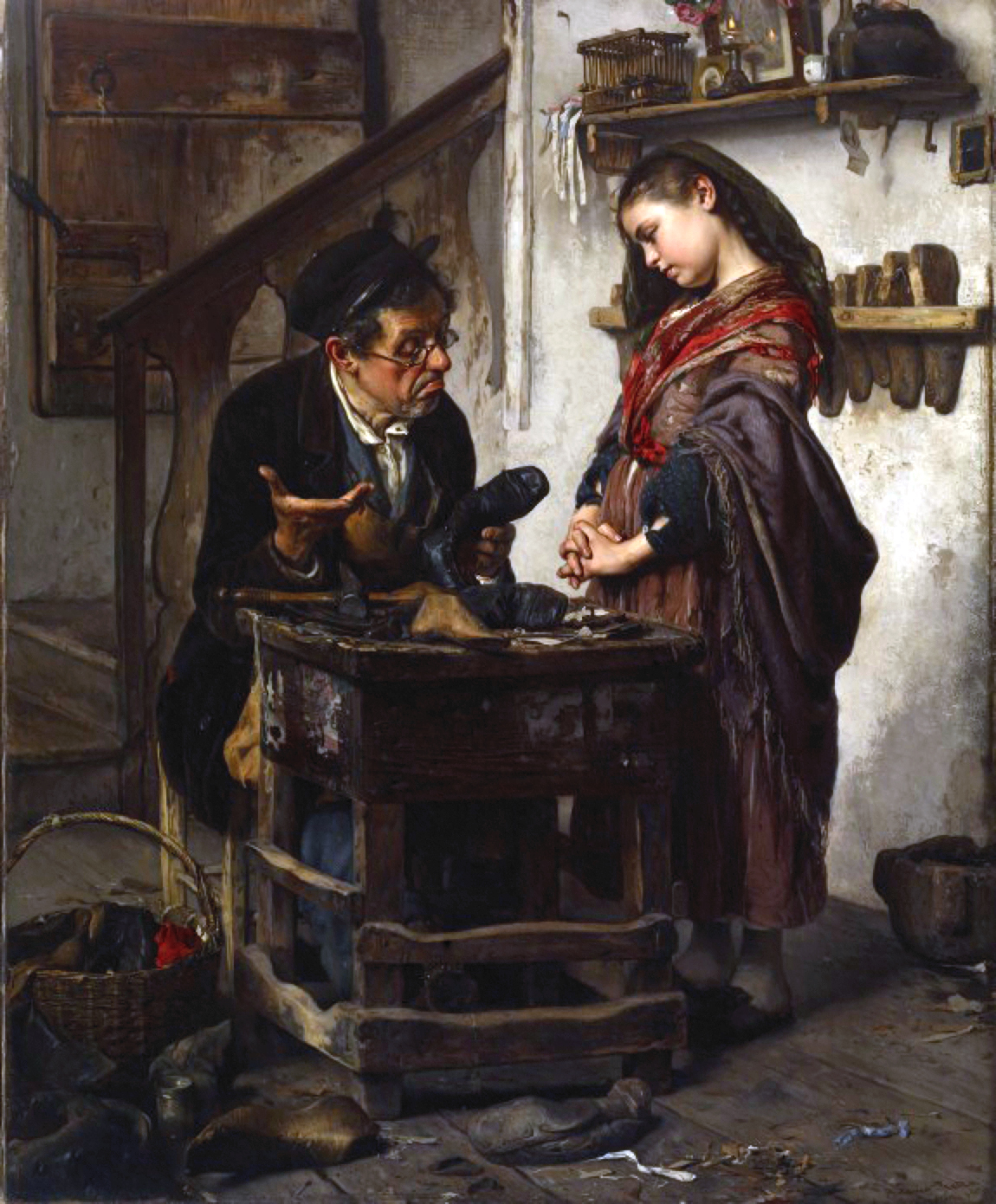
Il caso senza speranza 1881, Walters Art Museum, Baltimore.
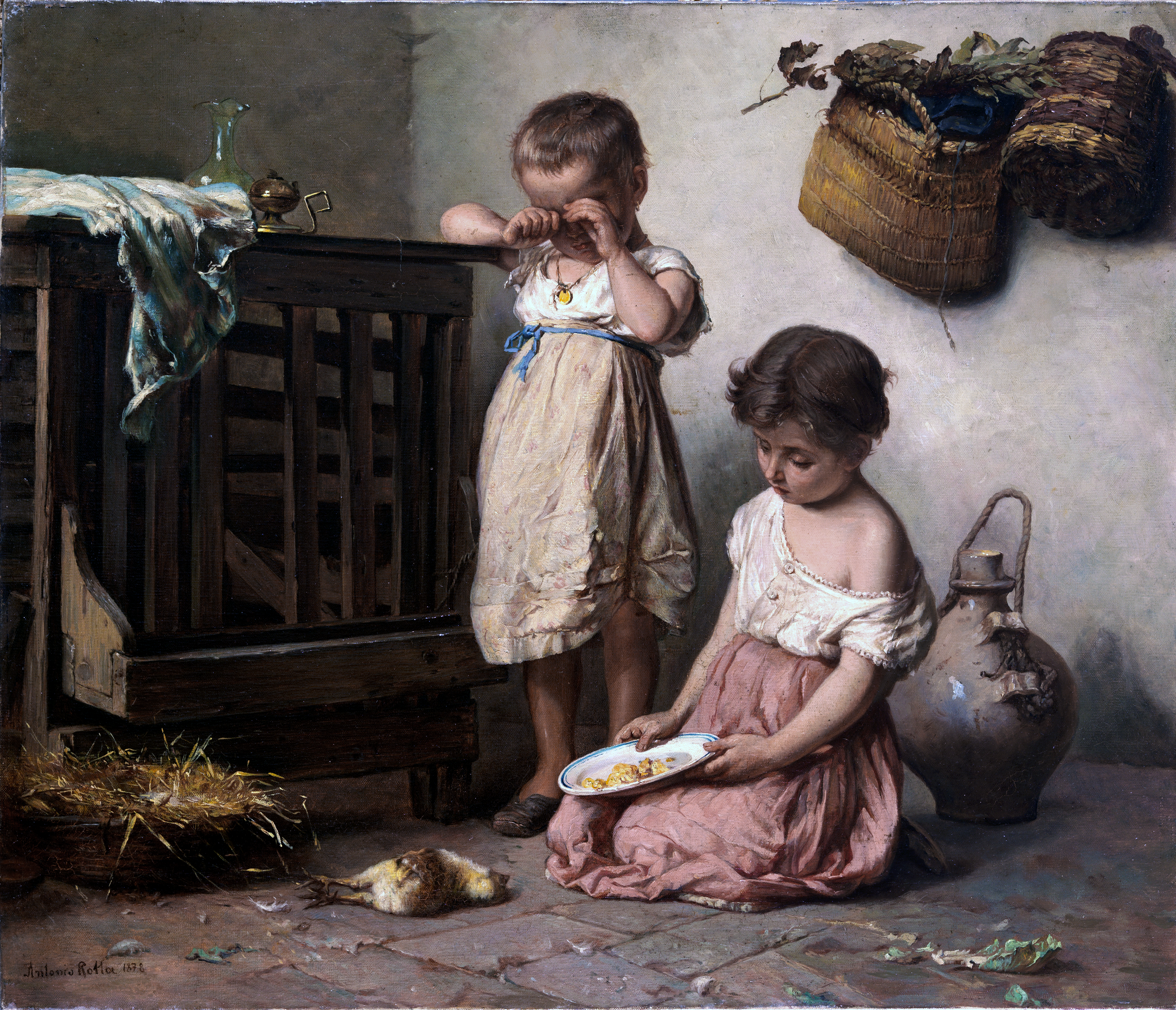
La morte del pulcino 1878, Musée d'Art moderne et contemporain de Trente et Rovereto.
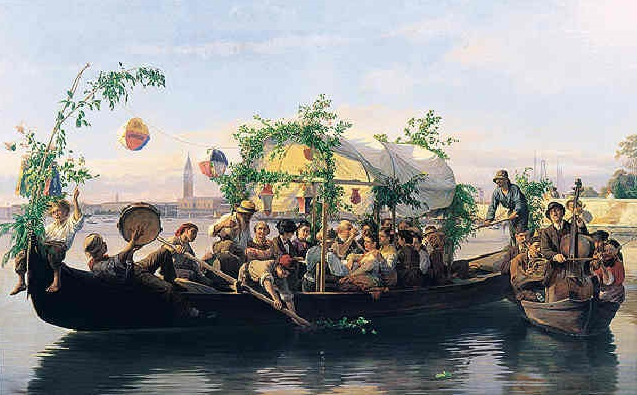
La Festa del Redentore a Venezia, Venise, 1872.
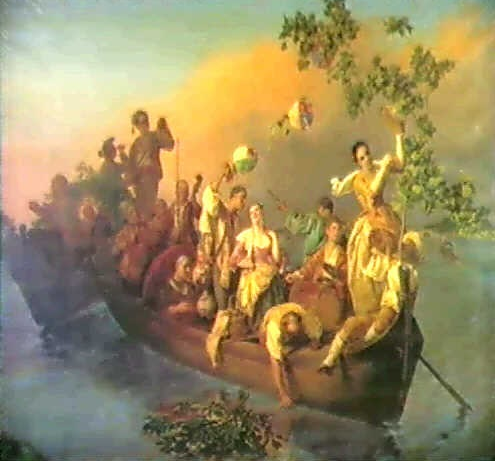
Venetian Water fete, Venise, 1863.
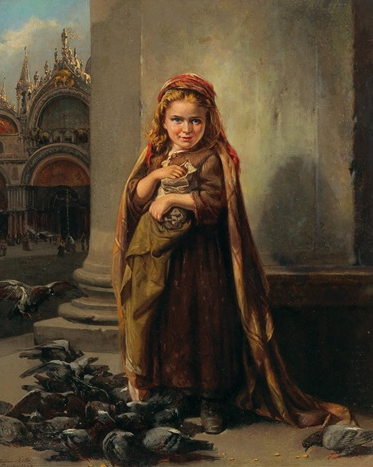
Feeding the doves in the Piazza San Marco in Venice, Venise, 1869.
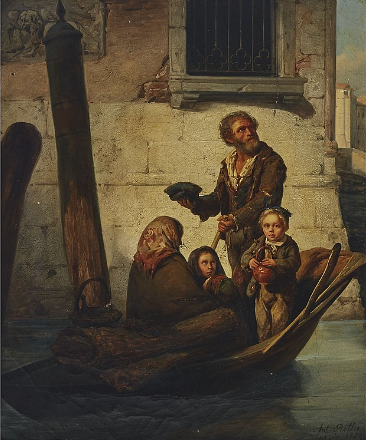
Peasant family on the Venetian Canal, Venise, 1854.
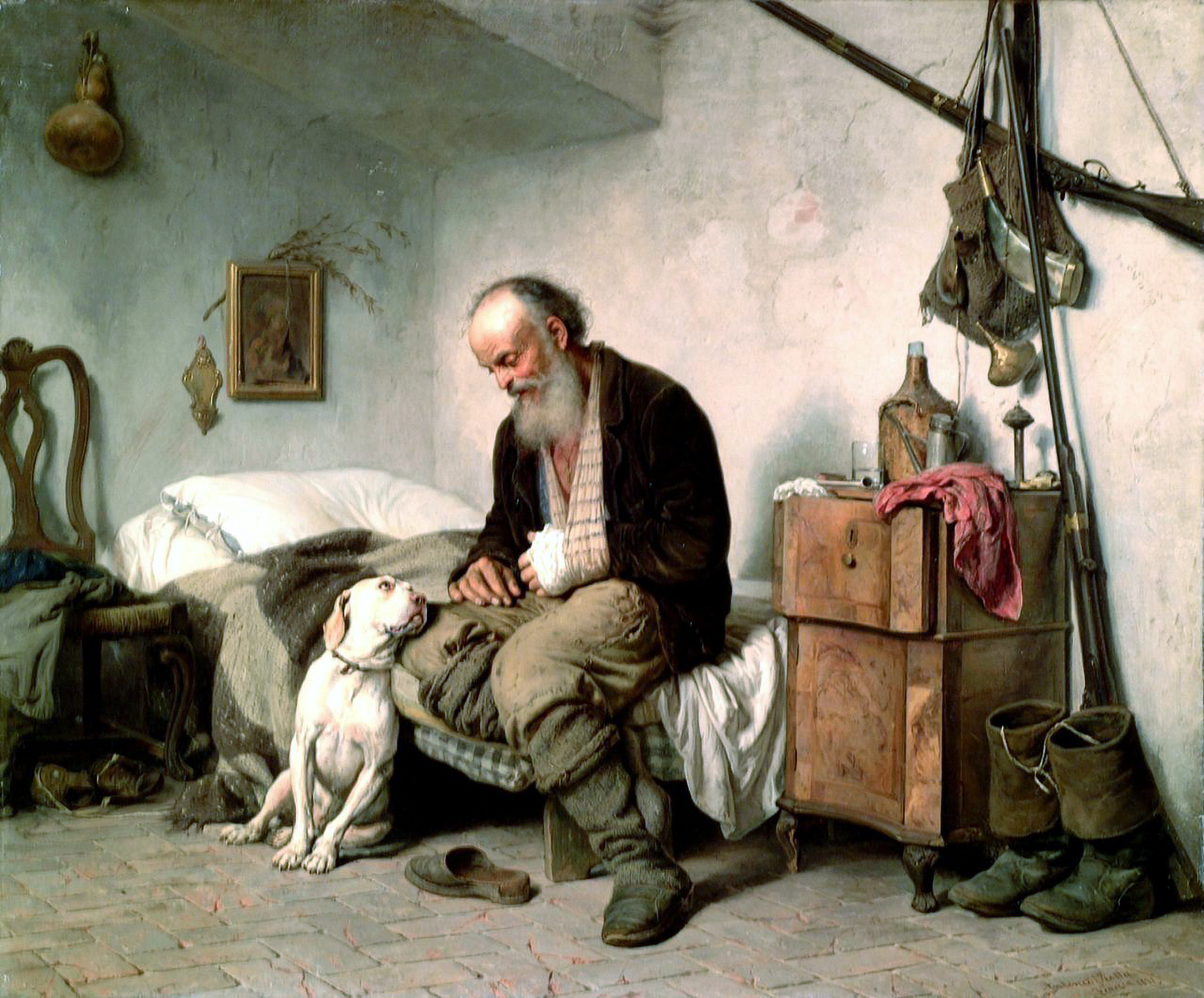
Un homme et son chien.
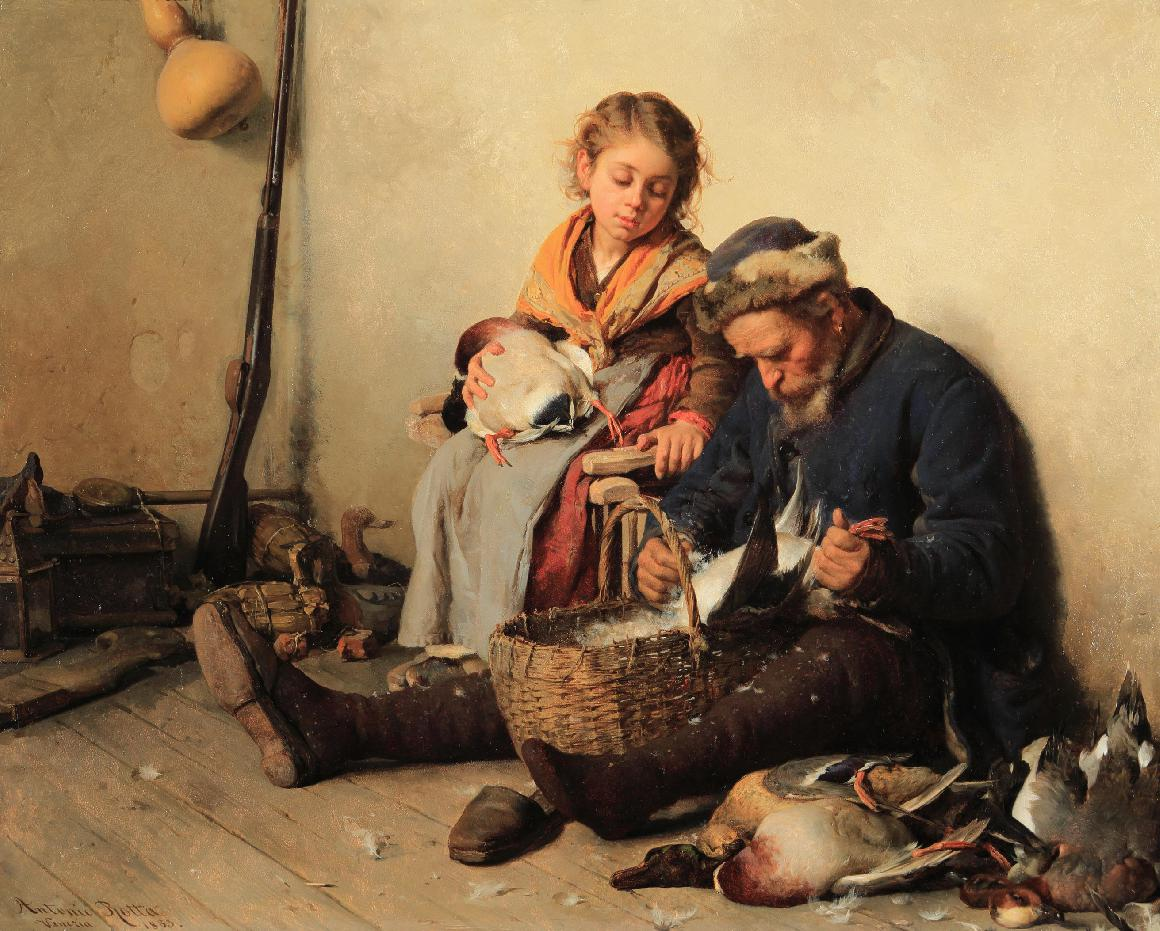
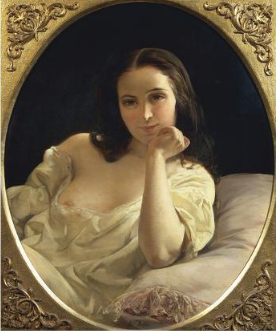
Méditation à Venise.
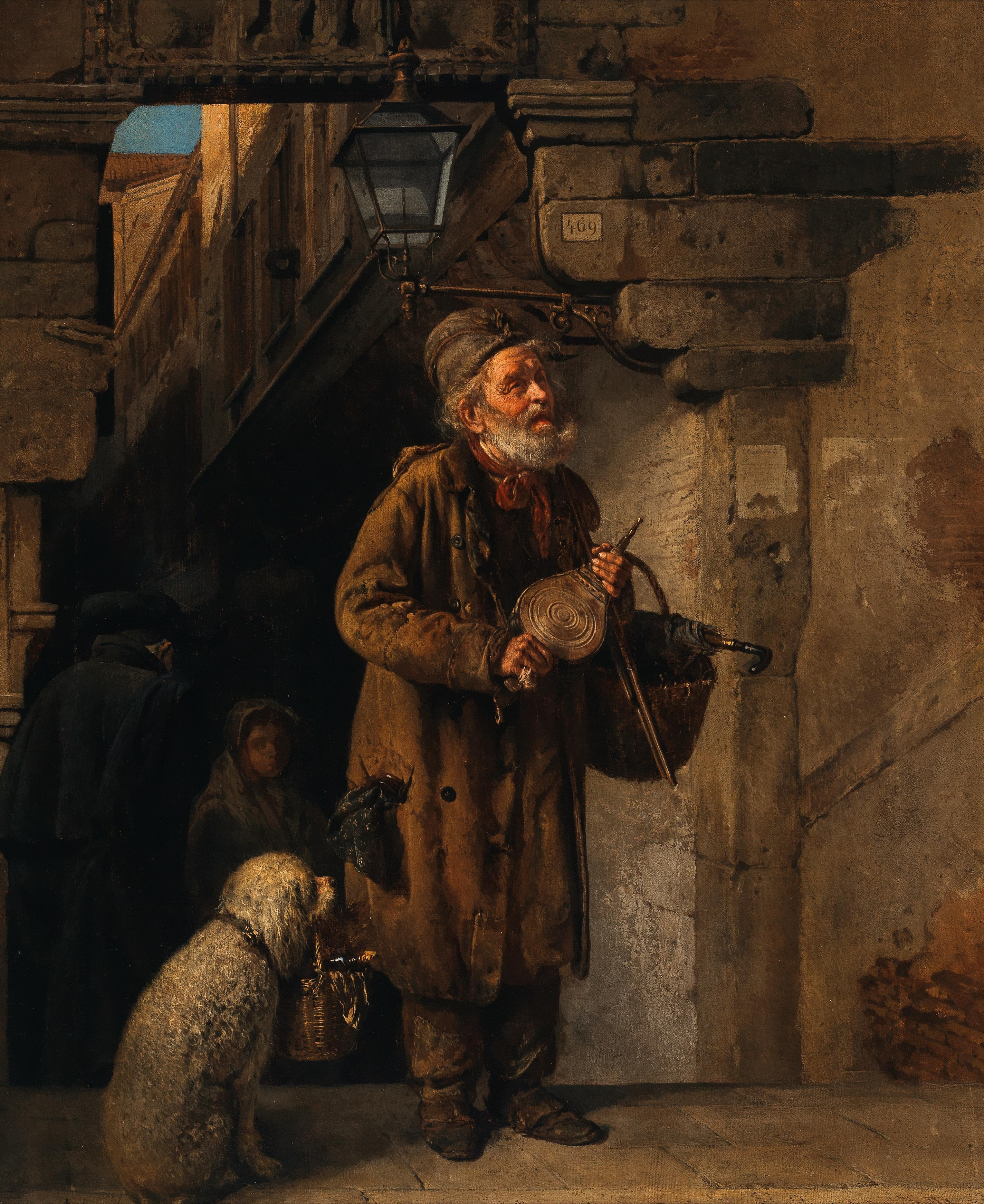
A lamplighter and his little friend.